# Митина любовь
«Ми́тина любовь» — повесть Ивана Алексеевича Бунина, написанная в 1924 году. Впервые опубликована в 1925 году в журнале «Современные записки».

## Персонажи
- Митя, студент
- Катя, возлюбленная Мити, начинающая актриса
- Ольга Петровна, мать Мити
- Аня, сестра Мити
- Костя, брат Мити
- Алёнка, деревенская девушка

## Сюжет
Главный герой рассказа, молодой студент Митя, переживает терзания любви к девушке Кате, учащейся в театральном училище.
В середине весны пара на время расстается. Митя уезжает в родную усадьбу к матери Ольге Петровне. На протяжении своего пребывания в деревне мысли главного героя посвящены только возлюбленной. Он ежедневно шлет Кате страстные письма, однако в ответ получает редкие и скупые послания. В какой-то момент письма перестают приходить и Митя осознаёт, что весточки от любимой ждать больше не придется.
Деревенский староста, дабы порадовать Митю, знакомит юношу с девушкой Алёнкой, с которой у Мити намечается свидание, которое оказывается для героя полным разочарованием, поскольку в его сознании любовь является прекрасным и великолепным действом.
В один из вечеров юноша не выдерживает своих любовных страданий и совершает самоубийство.

## Художественные особенности
По проблематике и содержанию «Митина любовь» можно отнести к традиционной повести, основанной на психологических мотивах.
Повесть характеризуется развернутым событийным рядом, взаимозависимостью частей произведения, каждая из которых представляет собой эпизод, играющий значительную роль в судьбе героя. Переходы от одного эпизода к другому осуществляются плавно и не создают впечатления недосказанности. Острое драматическое действие раскрывает характер героя, история жизни которого составляет сюжет произведения. В повести присутствуют несколько персонажей, но все они остаются на втором плане, действие развивается на значительном отрезке времени, позволяющем воссоздать психологический мир главного героя.
В повести возможно выделить два периода: первый — жизнь Мити в Москве, в котором почти нет описания природы. Второй период — большая часть произведения, начинается с отъезда Мити в деревню. В этой части чувства Мити, его душевные переживания, тревога сопровождаются изменениями в состоянии природы.